# Lepyrodia glauca
Lepyrodia glauca là một loài thực vật có hoa trong họ Restionaceae. Loài này được (Nees) F.Muell. mô tả khoa học đầu tiên năm 1873.